# Transport
Transport er befordring af mennesker, gods eller varer fra et sted til et andet. Ordet er afledt af de latinske ord trans, der betyder "over" og portare, der betyder "at bære".
Almindelige former af moderne transport omfatter køretøjer, motoriserede køretøjer, tog, fly og skibe. Transport og kommunikation er reversable: Transportvækst ville være umulig uden kommunikation, og vækst i den ene vil lede til vækst i den anden. 

## Underopdeling
Efter art kan transport opdeles i:
1. landtransport
2. søfart
3. luftfart
4. rumfart

### Klassificering
For hver transportform kan skelnes mellem:
1. færdselsanlæggenes betydning (rangorden),
2. færdselsanlæggenes tekniske udformning og delelementer,
3. transportmidler og deres indretning
4. tilknyttede anlæg (terminaler: stationer, stoppesteder m.v.)
5. styringsmidler (færdselsregulering o.lign.).

### Landtransport
Landtransport kan inddeles i:
1. vejtransport (trafik),
2. sporveje,
3. jernbaner,
4. letbaner (skinnebus),
5. svævebane.

#### Motoriseret vejtransport
- Bil
- Bus
- Elektrisk trolleybus
- Humvee
- Jeep
- Lastbil
- Limousine
- Motorcykel
- Rustvogn
- Scooter
- Tankvogn
- Trambus
- Truck

#### Banetransport
- Kabelvogn
- Højhastighedstog
- Magnettog
- Metro (undergrundsbane)
- Monorail
- People mover
- Personal rapid transit
- RUF (Rapid Urban Flexible)
- Sporvogn (trolley)
- Tandhjulsbane
- Tog
- Letbane
- Undergrundsbane

### Søfart
Søfart kan betinget inddeles i:
1. rejsebefordring (færgefart),
2. godsbefordring (fragtfart).

#### Skibstransport
- Barge
- Barkentine
- Brig
- brigantine
- Båd
- Cruisefærge
- Dampskib
- Destroyer
- Flodpram
- Fregat
- Færge
- Galej
- Galease
- Galeon
- Handelsskib
- Hangarskib
- Hydrofoil
- Isbryder
- Jolle
- Kajak
- Kano
- Karavel
- Katamaran
- Kogge
- Korvet
- Krydstogtskib
- Landgangsfartøj
- Lodsbåd
- lystfartøj
- Pram
- Redningsbåd
- Redningsflåde
- Sejlskib
- Shipping
- Skib
- Skonnert
- Slagskib (Krydser)
- Slæbebåd
- Speedbåd
- Surfbræt
- Tanker
- Trimaran
- Tømmerflåde
- Undervandsbåd, Ubåd
- Vindsurfer
- Yacht

### Luftfart
Luftfart kan inddeles i flytrafik, helikoptertrafik osv.

#### Lufttransportformer
- Luftfartøj (Fly, Flyvemaskine)
- Autogyro (Gyroplan ?)
- Ballon
- Helikopter
- Menneskedrevent luftfartøj
- Faldskærm
- Ornitopter
- Powergliding
- Luftskib
  - Blimp
  - Varmluftballon
  - Zeppeliner
  - Dirigible

### Rumfart
Rumfart er endnu uudviklet som transportform i gængs forstand

#### Rumtransport
- Den Internationale Rumstation
- Interplanetarisk rejse
- Propulsion method
- Raket
- Rumfartøj
- Rumfærge
- Rumstation
- Rumtransport – udvikling af privat rumtransport.

## Kategorier
- Civil engineering
- Engineering
- Highway engineering
- Intelligente transportsystemer
- Logistik
- Navigation
- Offentlig transport
- Kø-teori
- Transportsteknologisk tidslinje
- Transport finance
- Transportøkonomi
- Transport engineering
- Transport traffic engineering
- Transportplanlægning
- Rejseadfærd
- Byplanlægning
- Vogn
- Køretøj
- Fartøj
- Luftfartøj
- Rumfartøj

### Økonomikørsel
Princippet om økonomikørsel er enkelt: 
Det drejer sig om at man anlægger en så jævn kørsel, som forholdene tillader.
Vær forudseende og undgå flest mulige opbremsninger og accelerationer.
Når man skal ned i fart:
Hold bilen i gear under bremsning. Hvis speederen slippes, og bilen holdes i gear, stopper indsprøjtningen af brændstof i motoren, og forbruget vil derfor falde til nul. 
Når man skal op i fart: Kom hurtigt op i den ønskede fart og derefter hold derefter farten i så højt gear som muligt uden at sejtrække.
Små ændringer i vores adfærd kan hjælpe med at forhindre udslippet, uden at påvirke vores livskvalitet, og de kan faktisk spare os penge – Gør det til en sport at køre økonomisk !
- Start ikke motoren blot for at varme bil og motor op. Start motoren og kør.
- Sørg for en glidende kørsel, og vær opmærksom i trafikken. ’Læs’, hvad der sker i trafikken forude.
- Hold afstand, og undgå unødvendige opbremsninger og overhalinger.
- Skift altid til et højere gear så hurtigt som muligt. Ved by- og landevejskørsel gælder det om at vælge så højt et gear som muligt og dermed holde motorens omdrejningstal nede, men uden at bilen sejtrækker. Ved bykørsel eller langsom kørsel på landevej med omkring 60 km/t vil brændstofforbruget være betydeligt højere i 3. gear frem for 5. gear. I biler med automatgear har man selvsagt ikke samme mulighed for at skifte gear. Man kan dog ofte fremprovokere et højere gear ved kortvarigt at give lidt ekstra gas og derefter linde på speederen.
- Hold bilen i gear under bremsning. Hvis speederen slippes, og bilen holdes i gear, stopper indsprøjtningen af brændstof i motoren, og forbruget vil derfor falde til nul.
- Træd med blød fod på speederen under acceleration, men sørg for hurtigt at opnå den fart, du ønsker.
- Overhold hastighedsgrænserne. Ved lande- og motorvejskørsel er vindmodstanden den største energiforbruger, og det er derfor vigtigt ikke at køre med en unødvendig høj hastighed. En forøgelse af hastigheden fra 110 til 130 km/t. vil give en ikke uvæsentlig stigning i forbruget på 20 procent eller mere.
- Der skal altid være det rigtige lufttryk i dækkene. Forkert lufttryk koster ekstra brændstof. Informationer om korrekt dæktryk findes ofte i bilens instruktionsbog, på kanten af døren i førersiden eller i lågen til handskerummet. Dæktrykket skal om muligt kontrolleres, når dækkene er kolde.
- Brug aircondition med omtanke. Aircondition koster ekstra brændstof.
- Undgå kørsel med tagbagagebærer, hvis det er muligt.
- Undgå unødig vægt i bilen.

### Netværk
- Luftlinje
- Bro
  - Viadukt
  - Hængebro
- Cykelsti
- Fortov
- Jernbane
- Olierørsledning
- Personal rapid transit
- Sti
  - Gangsti
  - Li
  - Skovsti
- Vandvej
  - Akvædukt
  - Dam
  - Delta
  - flod
    - Amazonfloden
    - Donau

  - Hav
  - Indsø
  - Skibskanal
    - Den engelske kanal
    - Suezkanalen
    - Panamakanalen

  - Mangrove
  - Sø
  - Vandløb
  - Å
- Vej
  - Grusvej
  - Hulvej
  - Landevej
  - Motortrafikvej
  - Motorvej
- Skyway
- Trappe, stige
- Tunnel

### Andre netværkskomponenter
- Blind vej
- Ensrettet vej
- Fodgængerfelt
- Fodgængerovergang
- Jernbaneoverskæring
- Kryds
- Lyskryds, se evt. trafiklys
- Motorvejstilkørsel
- Rampe
- Rundkørsel
- Rutsjebane-loop
- Sporskifte
- T-kryds
- Tilkørselsrampe
- Trafikregulering
- Vejindsnævring
- Vejskilt

### Knudepunkter
- Air traffic control
- Jernbanestation
- Hangar
- Havn
- Lufthavn
- Rundkørsel
- Vejkryds

### Særlige transportformer

#### Dyredreven transport
- Burro
- Diligence
- Elefant
- Hest
- Hestevogn
- Hund
- Kamel
- Karet
- Muldyr
- Lama
- Okse
- Postdue
- Rensdyr
- Slæde
- Yak
- Æsel

#### Kabeltransport
- Bjergtog
- Elevator
- Stolelift
- Svævebane
- Trækfærge / Kabelførge
- Tovbane

#### Bæltetransport
- Rullebånd
- Rullende bælte
- Rulletrappe
- Rullende fortov (travelator), (eclinator)

#### Menneskedreven transport
- Aquaskipper
- Barnevogn
- Cykel
  - BMX
  - Væltepeter
  - Mountainbike
- Dykke
- Gå
- Gå på hænder
- Hinke
- Hoppe (bevægelse)
- Isskøjter
- Klapvogn
- Løbe
- Løbehjul
- Menneskedrevent luftfartøj
- Punting
- Rickshaw
- Robåd
- Rulleskøjter
- Rullestol
- Skateboard
- Ski
- Springe
- Svømme
- Sæbekassebil
- Trampofoil

#### Hybrid transport
- Amfibisk bil
- Knallert
- Segway HT

#### Motoriseret off-road transport
- Snescooter
- Pansret Mandskabsvogn (PMV, Tank)
- Traktor
- Vandscooter
- Hovercraft

#### Rørledningstransport
- Kloak
- Naturgas
- Olie
- Rørledning
- Slurry
- Trykluftsrør
  - Rørpost
- Vand

#### Eventyr,science fictionosv. og foreslået fremtidig transport
- Den flyvende Hollænder
- Flyvende bil
- Flyvende slæde (se Julemand)
- Flyvende tæppe
- Interstellar rejse
- Jetpod
- Kosteskaft
- Moller Skycar
- Rumelevator
- Stjerneskib
- Teleportation

## Humor
" - Hvad er der i vejen for at tage sporvognen til Hellerup ? "
" - Der er ikke spor i vejen ! "